# Pristimantis calcaratus
Espèce
Synonymes
- Hylodes calcaratus Boulenger, 1908
- Eleutherodactylus calcaratus (Boulenger, 1908)

Statut de conservation UICN

 VU  : Vulnérable
Pristimantis calcaratus est une espèce d'amphibiens de la famille des Craugastoridae.

## Distribution
Cette espèce est endémique du versant Ouest de la cordillère Occidentale en Colombie. Elle se rencontre dans les départements de Risaralda et de Valle del Cauca entre 1 400 et 2 700 m d'altitude.

## Description
L'holotype mesure 17 mm.

## Publication originale
- Boulenger, 1908 : Descriptions of new Batrachians and Reptiles discovered by Mr. M. G. Palmer in South-western Colombia. Annals and Magazine of Natural History, sér. 8, vol. 2, no 12, p. 515-522 (texte intégral).